# Interstate 86 (east)
I-86 eller Interstate 86 (ej att förväxla med I-86 (W)) är en amerikansk väg, Interstate Highway.

## Delstater vägen går igenom
- Pennsylvania
- New York